# 11 (число)
11 (одина́дцять) — натуральне число між 10 і 12.

## Математика
- п'яте просте число
- просте число-близнюк (в парі з 13)
- третє безпечне просте число (англ. safe prime)
- число Люка (англ. Lucas number)
- сексуальне просте число (в парі з 5 та 17)
- четверте просте Софі Жермен
- 211 = 2048
- Якщо n — ціле значення від 0 до 4 включно, то кожна цифра за порядком числа, що дорівнює числу 11 у степені n, є елементом n-го рядка трикутника Паскаля:

{\displaystyle 11^{0}=1}
{\displaystyle 11^{1}=11}
{\displaystyle 11^{2}=121}
{\displaystyle 11^{3}=1331}
{\displaystyle 11^{4}=14641}
- 11-комірник — абстрактний правильний чотиривимірний політоп, 11 комірок якого — напівікосаедрами[1][2].
- Число Бога кубика Рубика 2×2×2 в метриці FTM дорівнює 11[3].
- 11 — найбільше натуральне число, яке неможливо подати у вигляді суми кількох (більше одного) різних простих чисел.

## Хімія, фізика, астрономія
- Атомний номер натрію

## В інших галузях
- ASCII-код управляючого символу VT (vertical tab)
- 11-й по рахунку музичний інтервал — ундецима

## Дати
- Події
  - 11 рік;
  - 11 рік до н. е.
  - 1711 рік
  - 1811 рік
  - 1911 рік
  - 2011 рік